# Psychotria petitii
Espèce
Classification phylogénétique
Statut de conservation UICN

 EN  : En danger
Psychotria petitii est une espèce de plante du genre Psychotria et de la famille des Rubiaceae.